# ジョー・シフェール
ジョゼフ・"ジョー"・シフェール（Joseph "Jo" Siffert、1936年7月7日 - 1971年10月24日）は、スイス出身のカーレーサー。
日本語では「ジョー・シファート」とも表記される。渾名は「セッピィ（seppi）」「クレイジー・スイス」。
F1ではスイス人初勝利を含めて2勝を記録。スポーツカー世界選手権ではポルシェのエースドライバーとして活躍し、カナディアン-アメリカン・チャレンジカップ (Can-Am) にも出場した 。1971年のノンタイトルF1レースで事故死した。

## 経歴
1957年、2輪ライダーとしてレースキャリアをスタートし、1959年にスイス選手権350ccクラスチャンピオンとなる。1960年に4輪レースへ転向し、ヨーロッパFJのチャンピオンとなる（トニー・マッグスと同点王者）。

### F1
1962年に地元チームでF1にステップアップ。初エントリーの1962年第2戦モナコGPは予選落ちし、第3戦ベルギーGPにてF1デビューする。1963年は自チームを結成。
1964年、シチリア島で行われたノンタイトルF1レース、地中海グランプリ（Mediterranean Grand Prix）にて、前年度のF1王者ジム・クラークを僅差で破り優勝する。その活躍からプライベートチームの雄、ロブ・ウォーカー・レーシングに迎えられ、アメリカGPで3位初表彰台を獲得。以後、1969年まで同チームに在籍する。
1967年まで目立った成績は残せなかったが、1968年はロータス・49B＋フォード・コスワース・DFVエンジンというパッケージを得て上位に進出。第7戦イギリスGPにて、フェラーリのクリス・エイモンを抑えて初勝利を達成し、スイス人初のF1優勝者となる。最終戦メキシコGPでは初ポールポジションを獲得する。
1970年には新興マーチのワークスチームに加入する。この際、耐久レースの所属先であるポルシェがシフェールのフェラーリ移籍を嫌い、マーチに資金を出したといわれる。しかし、獲得ポイント0点という不振から1年のみでマーチを離脱する。
1971年にはブリティッシュ・レーシング・モータース (BRM) に移籍。後半戦から表彰台圏内に食い込み、第8戦オーストリアGPではポールポジションを獲得し、全周回1位・ファステストラップ獲得というグランドスラムで2勝目を挙げる。ドライバーズ選手権では自己最高の4位（ジャッキー・イクスと同点）となる。

### スポーツカーレース

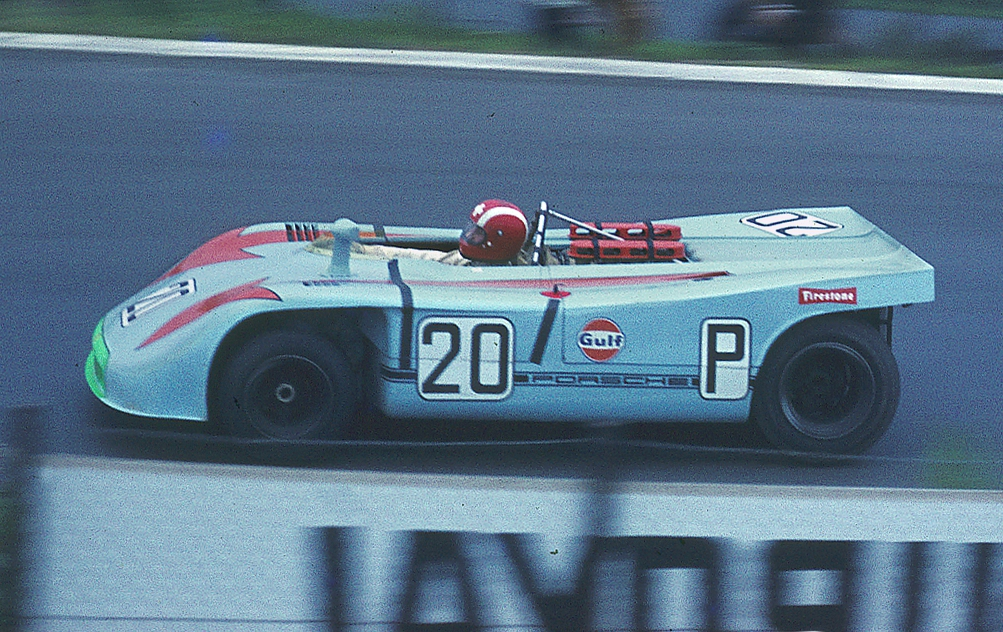
ポルシェ908/03に乗るシフェール。1970年ニュルブルクリンク1000kmレース。

F1ではプライベーターとしての活動期間が長かったが、スポーツカーレースではポルシェのエースドライバーとして、フォードやフェラーリとの対決で勇名を馳せた。
1967年途中にポルシェワークス入りし、1968年のスポーツカー世界選手権ではハンス・ヘルマンとのコンビで3勝。ル・マン24時間レースでポールポジションを獲得する。
1969年はブライアン・レッドマンとのコンビで10戦中6勝し、ポルシェのマニュファクチャラーズタイトル初制覇に貢献する。北米のCan-Amシリーズにも参戦し、ドライバーズ選手権4位。'69日本グランプリにデイビッド・パイパーとのコンビで遠征し、レース序盤トップを走行する。
1970年よりポルシェのレース活動を代行するJWオートモーティブから参戦し、レッドマンとのコンビで3勝を挙げる。1971年はデレック・ベルとのコンビで1勝。Can-Amシリーズに再び出場中、運命の日を迎える。

### 事故死
1971年10月24日、ブランズハッチで行われたノンタイトルF1レース「ワールドチャンピオンシップ・ビクトリーレース 」に出場。ポールポジションから出遅れ、4位まで追い上げていた15周目、シフェールのBRM・P160はホーソーンベントでコントロールを失い、コース脇の土手に衝突。シフェールは横転・炎上したマシンから脱出できず死亡した。35歳であった。故郷フリブールで行われた葬儀には5万人のスイス国民が参列した。
死因は火災の煙を吸いこんだことで、事故調査では現場周辺の消火器がどれも機能していなかったことが判明した。この悲劇の教訓から、F1マシンに自動消火装置やヘルメットへの酸素供給ホースを装備することが義務付けられた。

## エピソード

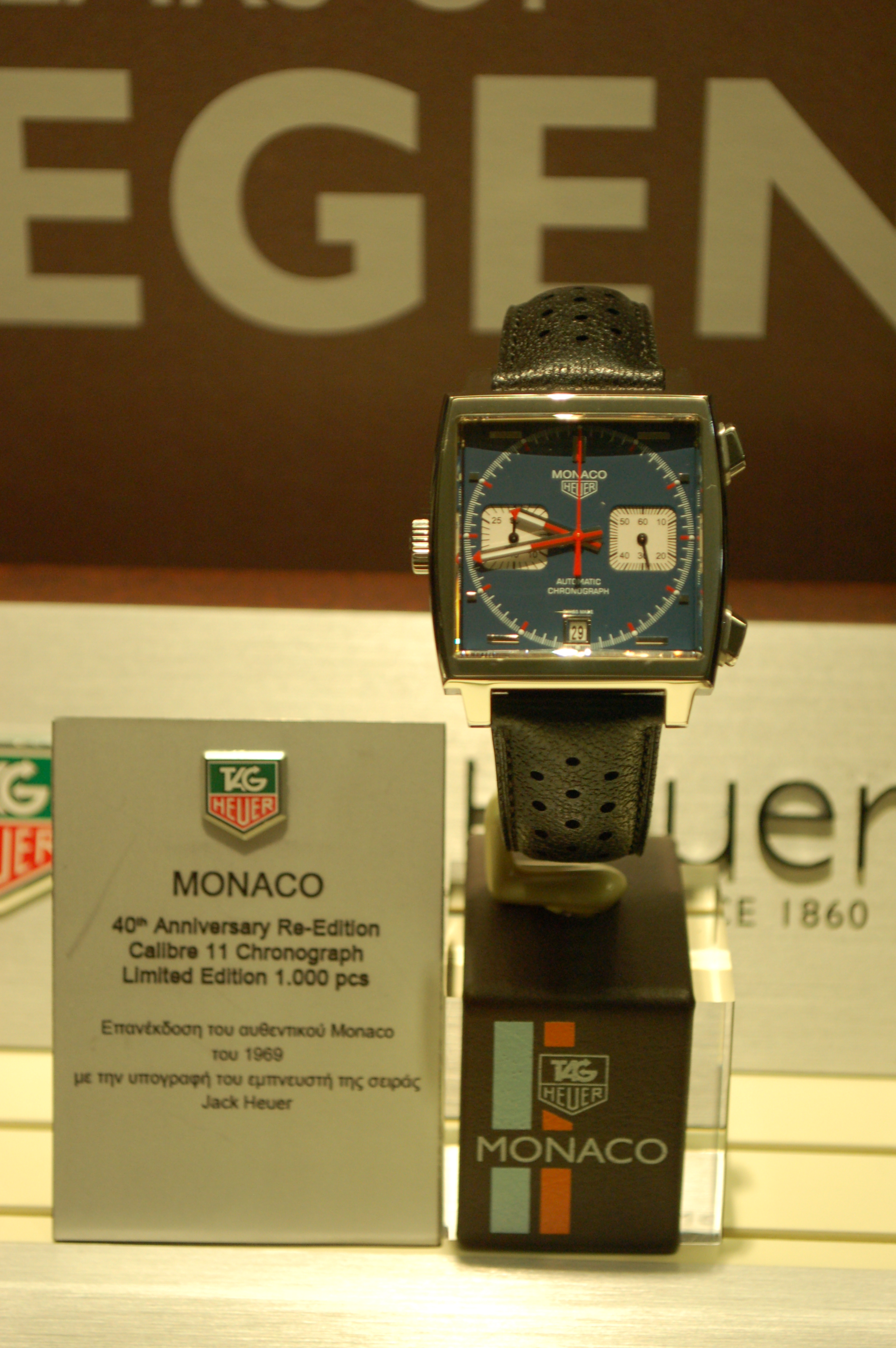
タグホイヤー・モナコ 40周年リエディションモデル

- F1世界選手権史上、プライベーターの優勝者はロブ・ウォーカー・レーシングの3名（スターリング・モス、モーリス・トランティニアン、ジョー・シフェール）と、スクーデリア・セレニッシマのジャンカルロ・バゲッティがいる。1980年代からコンストラクターとしての参戦が義務付けられるようになったため、1968年のシフェールの1勝がプライベーターの最後の勝利となっている。
- 1968年からF1でスポンサー広告が解禁され、シフェールは1969年より地元スイスの腕時計メーカー、ホイヤー社（のちのタグ・ホイヤー）と契約し、同社初のブランドアンバサダーを務めた。同社はフェラーリやマクラーレンのチームスポンサーとなり、公式計時を担当するなどF1との関係が深い。
- 1970年には個人スポンサーとしてマールボロと契約。マールボロがF1に参入するきっかけとなった[5]。
- 映画『栄光のル・マン』の撮影では、シフェールが個人所有するポルシェ・917（シャシーNo.917-024）が使用された[6]。シフェールは友人であるスティーブ・マックイーンの役作りのアドバイザーを務め、自分が身につけていたホイヤーのクロノグラフ「モナコ」を着用するよう勧めた[7]。映画公開後、「モナコ」はマックイーンの愛用モデルとして有名になった。
- JWオートモーティブおよびBRMのチームメイトだったペドロ・ロドリゲスとは、熾烈なライバル関係にあった。モンスターマシンとして知られたポルシェ・917に乗り、スパ・フランコルシャン名物の高速コーナー、オー・ルージュを2台並んで走ったこともある。シフェールが亡くなる3カ月前、ロドリゲスもインターセリエ出場中に事故死した。
- 死の9カ月前に生まれた息子のフィリップ・シフェール (Philippe Siffert) は、のちに父親と同じレーサーとなり、1995年のル・マン24時間レースGT2クラスにポルシェに乗って出場した。
- 2005年にはスイスで伝記映画『Jo Siffert: Live Fast - Die Young[8] 』が製作された。

## レース戦績

### F1
| 年     | 所属チーム                         | シャシー | 1       | 2       | 3       | 4       | 5       | 6       | 7       | 8       | 9       | 10      | 11      | 12    | 13      | WDC  | ポイント |
| ------ | ---------------------------------- | -------- | ------- | ------- | ------- | ------- | ------- | ------- | ------- | ------- | ------- | ------- | ------- | ----- | ------- | ---- | -------- |
| 1962年 | ロータス／ナツィオナーレ・スイッセ | 21       | NED     | MON DNQ |         |         |         |         |         |         |         |         |         |       |         | NC   | 0        |
| 1962年 | ロータス／フィリピネッティ         | 21       |         |         | BEL 10  |         |         | GER 12  |         |         |         |         |         |       |         | NC   | 0        |
| 1962年 | ロータス／フィリピネッティ         | 24       |         |         |         | FRA Ret | GBR     |         | ITA DNQ | USA     | RSA     |         |         |       |         | NC   | 0        |
| 1963年 | ロータス／シフェール・レーシング   | 24       | MON Ret | BEL Ret | NED 7   | FRA 6   | GBR Ret | GER 9   | ITA Ret | USA Ret | MEX 9   | RSA     |         |       |         | 14位 | 1        |
| 1964年 | ロータス／シフェール・レーシング   | 24       | MON 8   |         |         |         |         |         |         |         |         |         |         |       |         | 10位 | 7        |
| 1964年 | ブラバム／シフェール・レーシング   | BT11     |         | NED 13  | BEL Ret | FRA Ret | GBR 11  | GER 4   | AUT Ret | ITA 7   |         |         |         |       |         | 10位 | 7        |
| 1964年 | ブラバム／ロブ・ウォーカー         | BT11     |         |         |         |         |         |         |         |         | USA 3   | MEX Ret |         |       |         | 10位 | 7        |
| 1965年 | ブラバム／ロブ・ウォーカー         | BT11     | RSA 7   | MON 6   | BEL 8   | FRA 6   | GBR 9   | NED 13  | GER Ret | ITA Ret | USA 11  | MEX 4   |         |       |         | 12位 | 5        |
| 1966年 | ブラバム／ロブ・ウォーカー         | BT11     | MON Ret |         |         |         |         |         |         |         |         |         |         |       |         | 14位 | 3        |
| 1966年 | クーパー／ロブ・ウォーカー         | T81      |         | BEL Ret | FRA Ret | GBR NC  | NED Ret | GER     | ITA Ret | USA 4   | MEX Ret |         |         |       |         | 14位 | 3        |
| 1967年 | クーパー／ロブ・ウォーカー         | T81      | RSA Ret | MON Ret | NED 10  | BEL 7   | FRA 4   | GBR Ret | GER Ret | CAN DNS | ITA Ret | USA 4   | MEX 12  |       |         | 12位 | 6        |
| 1968年 | クーパー／ロブ・ウォーカー         | T81      | RSA 7   |         |         |         |         |         |         |         |         |         |         |       |         | 7位  | 12       |
| 1968年 | ロータス／ロブ・ウォーカー         | 49       |         | ESP Ret | MON Ret | BEL 7   | NED Ret | FRA 11  |         |         |         |         |         |       |         | 7位  | 12       |
| 1968年 | ロータス／ロブ・ウォーカー         | 49B      |         |         |         |         |         |         | GBR 1   | GER Ret | ITA Ret | CAN Ret | USA 5   | MEX 6 |         | 7位  | 12       |
| 1969年 | ロータス／ロブ・ウォーカー         | 49B      | RSA 4   | ESP Ret | MON 3   | NED 2   | FRA 9   | GBR 8   | GER 11† | ITA 8   | CAN Ret | USA Ret | MEX Ret |       |         | 9位  | 15       |
| 1970年 | マーチ                             | 701      | RSA 10  | ESP DNQ | MON 8   | BEL 7   | NED Ret | FRA Ret | GBR Ret | GER 8   | AUT 9   | ITA Ret | CAN Ret | USA 9 | MEX Ret | NC   | 0        |
| 1971年 | BRM                                | P153     | RSA Ret |         |         |         |         |         |         |         |         |         |         |       |         | 5位  | 19       |
| 1971年 | BRM                                | P160     |         | ESP Ret | MON Ret | NED 6   | FRA 4   | GBR 9   | GER DSQ | AUT 1   | ITA 9   | CAN 9   | USA 2   |       |         | 5位  | 19       |

- 太字はポールポジション、斜字はファステストラップ。(key)
- † 印は1969年ドイツグランプリにおいて、5位から10位までのドライバーがF2の車両でフィニッシュしたため（規定によりF2の車両は入賞圏内でフィニッシュしてもポイントは与えられない）、11位のシフェールが5位にあたる2ポイントを獲得した。

### ル・マン24時間レース
| 年      | チーム                                                          | コ・ドライバー         | 使用車両                  | クラス | 周回 | 順位 | クラス 順位 |
| ------- | --------------------------------------------------------------- | ---------------------- | ------------------------- | ------ | ---- | ---- | ----------- |
| 1965年  | J.H. シモーネ                                                   | ヨッヘン・ニアパッシュ | マセラティ・ティーポ 65   | P +5.0 | 3    | DNF  | DNF         |
| 1966年  | ポルシェ・システム・エンジニアリング                            | コリン・デイヴィス     | ポルシェ・906/6L カレラ 6 | P 2.0  | 339  | 4位  | 1位         |
| 1967年  | ポルシェ・システム・エンジニアリング                            | ハンス・ヘルマン       | ポルシェ・907/6L          | P 2.0  | 358  | 5位  | 1位         |
| 1968年  | ポルシェ・システム・エンジニアリング                            | ハンス・ヘルマン       | ポルシェ・908             | P 3.0  | 59   | DNF  | DNF         |
| 1969年  | ハート・スキー・レーシング ポルシェ・システム・エンジニアリング | ブライアン・レッドマン | ポルシェ・908/2L          | P 3.0  | 60   | DNF  | DNF         |
| 1970年  | JWオートモーティヴ・エンジニアリング                            | ブライアン・レッドマン | ポルシェ・917K            | S 5.0  | 156  | DNF  | DNF         |
| 1971年  | JWオートモーティヴ・エンジニアリング                            | デレック・ベル         | ポルシェ・917LH           | S 5.0  | 240  | DNF  | DNF         |
| Source: |                                                                 |                        |                           |        |      |      |             |